# Tina Huang
Tina Huang (28 oktober 1981, Dallas (Texas)) is een Amerikaanse actrice.

## Biografie
De ouders van Huang immigreerden uit Taiwan naar New York, waar haar twee oudere broers werden geboren. Zij verhuisden toen naar Dallas (Texas), waar Tina werd geboren. Zij groeide op zonder vader omdat deze terugging naar New York vanwege het niet kunnen vinden van een baan. Huang verhuisde samen met haar familie op vijfjarige leeftijd terug naar New York om zich te verenigen met de vader. Zij groeide daar op in Chinatown (New York) en Lower East Side. Naast het Engels spreekt zij ook vloeiend Mandarijn. Huang doorliep de high school aan de Fiorello H. LaGuardia High School in Manhattan (New York). Hierna haalde zij haar bachelor of fine arts aan de New York-universiteit in New York. 
Huang begon in 2007 met acteren in de televisieserie The Young and the Restless, waarna zij nog meerdere rollen speelde in televisieseries en films. Zij is vooral bekend van haar rol als Lily Park in de televisieserie Hollywood Heights waar zij in 53 afleveringen speelde (2012), en in de rol van Susie Chang in de televisieserie Rizzoli & Isles waar zij in 30 afleveringen speelde (2011-2015).

## Filmografie

### Films
Uitgezonderd korte films.
- 2022 The Edge of Her Mind Anthology - als Elaine
- 2019 Surveillance - als Jahanna Choi
- 2018 A Night to Regret - als rechercheur Morita
- 2016 My Dead Boyfriend - als stripper Mimi
- 2016 Maximum Ride - als dr. Rosen
- 2014 Perfect on Paper - als Lisa
- 2014 Echoes - als slapende verlamde slachtoffer
- 2012 Emerald Acres - als Ming
- 2011 Larry Crowne - als teamleidster
- 2011 Drive - als serveerster
- 2009 Tenderloin - als Skyler
- 2009 Dough Boys - als Zena
- 2009 La mission - als dr. Chang
- 2008 Pig Hunt - als Brooks

### Televisieseries
Uitgezonderd eenmalige gastrollen.
- 2020-2022 Days of our Lives - als Melinda Trask - 60 afl.
- 2022 All Rise - als rechercheur - 2 afl.
- 2021 Star Wars: The Bad Batch - als ES-02 - 3 afl. (stemmenrol)
- 2017-2021 The Bold and the Beautiful - als dr. Campbell - 21 afl.
- 2018 Arrow - als Kimberly Hill - 6 afl.
- 2015-2016 The Night Shift - als Janet - 2 afl.
- 2011-2015 Rizzoli & Isles - als Susie Chang - 31 afl.
- 2014 General Hospital - als dr. Linda Chu - 7 afl.
- 2012 Hollywood Heights - als Lily Park - 53 afl.
- 2011-2012 Switched at Birth - als Tina Choi - 2 afl.
- 2010-2011 Law & Order: Los Angeles - als Stacey Maris - 3 afl.
- 2010 The Office US - als verslaggeefster - 2 afl.
- 2007 General Hospital - als Sally - 3 afl.